# St. Johannes der Täufer (Stein)

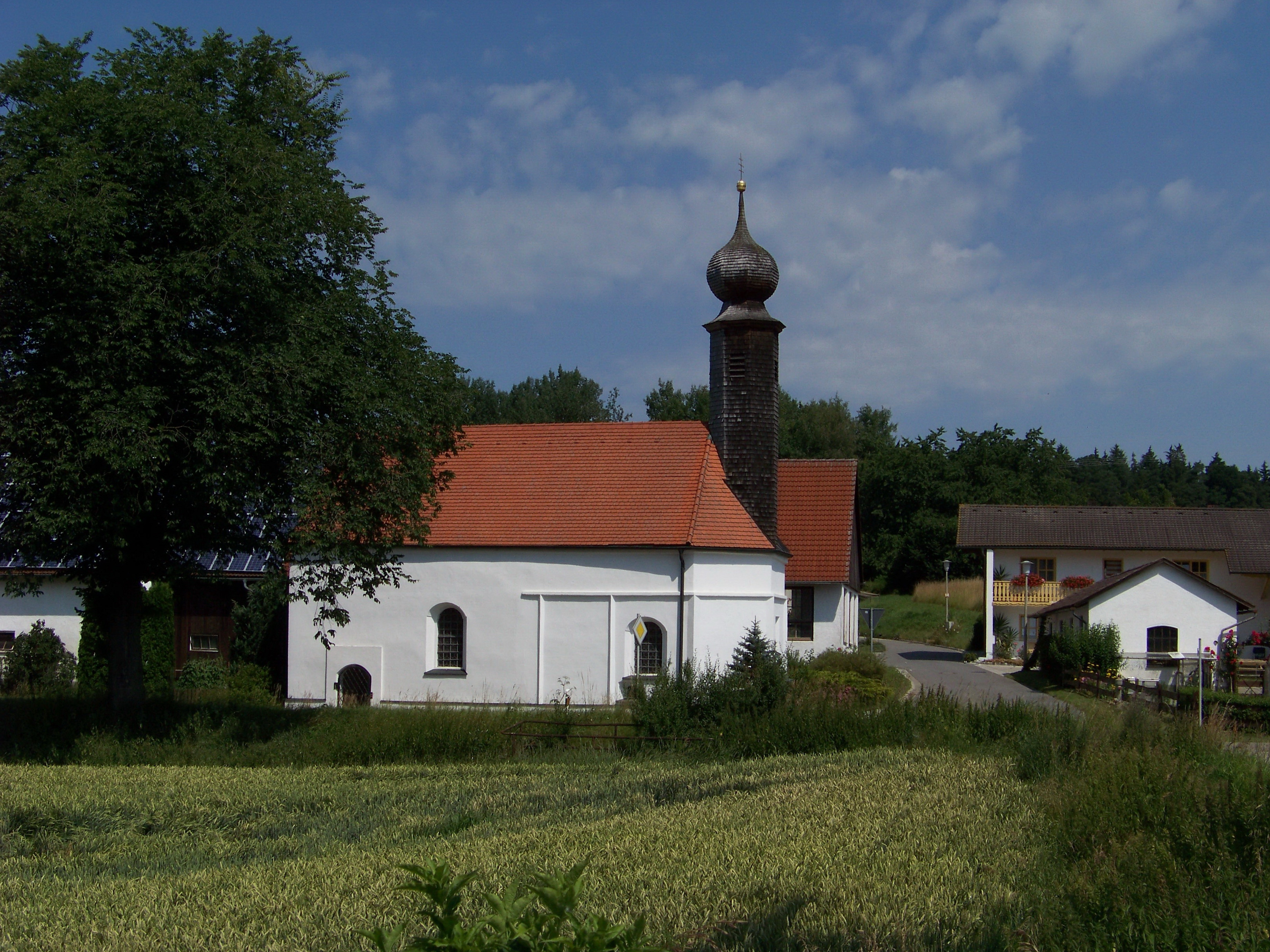
Außenansicht der Nebenkirche St. Johannes der Täufer von Süden

Die römisch-katholische Nebenkirche St. Johannes der Täufer in Stein, einem Gemeindeteil der Stadt Rottenburg an der Laaber im niederbayerischen Landkreis Landshut, ist eine kleine, spätgotische Saalkirche mit Dachreiter, die wohl Ende des 15. Jahrhunderts erbaut wurde. Die Umfassungsmauern des Kirchenschiffs sind im unteren Teil älter. Die Kirche weist einige bauliche Gemeinsamkeiten mit der rund zwei Kilometer westlich gelegenen Nebenkirche St. Jakobus der Ältere in Unterotterbach auf.
Das Gotteshaus mit dem Patrozinium des heiligen Johannes des Täufers (Gedenktag: 24. Juni) ist als Baudenkmal mit der Nummer D-2-74-176-58 beim Bayerischen Landesamt für Denkmalpflege eingetragen. Kirchlich gesehen ist Stein Teil der Pfarrei Mariä Lichtmess in Inkofen, die wiederum von der Pfarreiengemeinschaft Rottenburg seelsorgerisch betreut wird.

## Architektur

### Außenbau
Die nach Osten ausgerichtete Saalkirche umfasst einen nicht eingezogenen Chor mit einem Joch und einem Fünfachtelschluss sowie ein Langhaus mit einer Fenster- und einer Portalachse. Beide Baukörper sind unter einem gemeinsamen Satteldach vereinigt. Der Chor wird durch schwache Dreieckslisenen und ein Kaffgesims gegliedert. Ein Sockel umzieht Chor und Langhaus. Die ursprünglich spitzbogigen Fenster sind barock verändert und schließen seither im leicht eingezogenen Rundbogen. An der Ostseite des Chores ist ein kleines, stichbogiges Fenster in rechteckigem Schräggewände aus der Erbauungszeit der Kirche erhalten. Auf der Südseite des Langhauses ist in einer rechteckigen Mauerverstärkung das stichbogige, nahezu rundbogige Portal angeordnet.
Über dem Chorscheitel erhebt sich ein schlanker, achtseitiger Dachreiter mit Schindelverkleidung und schindelgedeckter Zwiebelkuppel.

### Innenraum
Der Chor wird von einem spätgotischen Netzrippengewölbe überspannt, das auf rechteckigen Wandpfeilern ohne Sockel und spitzen, gefasten Schildbögen ruht. Die gekehlten, an den Stegen abgeschrägten Rippen entspringen aus profilierten Polygonkonsolen und laufen auf zwei runde Schlusssteine am Gewölbescheitel zu. Den Übergang zwischen Chor und Langhaus vermittelt ein barock veränderter Chorbogen, der seither im eingezogenen Rundbogen schließt. Das Langhaus besitzt eine Flachdecke. Das Mauerwerk des Schiffs ist innen etwa auf halber Höhe abgesetzt, der untere Teil des Mauerwerks geht wohl noch auf einen romanischen Vorgängerbau zurück. Ein weiterer Absatz über den Fenstern deutet auf eine nochmalige Mauererhöhung, vermutlich während der Barockzeit, hin.

## Ausstattung
Der Hochaltar baut auf einem gemauerten, spätgotischen Stipes aus der Erbauungszeit der Kirche auf, der genau mit dem in der nahen Kirche von Unterotterbach übereinstimmt. Darauf erhebt sich ein barocker Aufbau mit vier Rundsäulen, seitlichen Akanthusranken und Aufsatz, der wohl im frühen 18. Jahrhundert entstanden ist. Auch dieser ist wie in Unterotterbach ausgeführt. Eine Jahreszahl an der Rückseite deutet an, dass 1823 eine Renovierung stattgefunden hat. Das Altarblatt mit einer Darstellung der heiligen Johannes Baptist und Johannes Evangelist dar. Genau wie das Oberbild, das die heilige Barbara zeigt, dürfte das Hauptbild gleichzeitig mit dem Altar entstanden sein.
Die Rokoko-Kanzel stammt aus der Zeit um 1750. Sie umfasst einen polygonalen Korpus mit Volutenpilastern und Muschelwerkschnitzereien sowie einen ebenso geformten Schalldeckel.